# Genki Hirakawa
Genki Hirakawa (japanisch 平川 元樹 Hirakawa Genki; * 8. Juli 1996 in Hokkaido) ist ein ehemaliger japanischer Fußballspieler.

## Karriere
Hirakawa erlernte das Fußballspielen in der Jugendmannschaft von Consadole Sapporo und der Universitätsmannschaft der Nippon Sport Science University. Seinen ersten Vertrag unterschrieb er 2019 bei Iwate Grulla Morioka. Der Verein spielte in der dritten japanischen Liga, der J3 League. Ende der Saison 2021 feierte er mit Iwate die Vizemeisterschaft und den Aufstieg in die zweite Liga.
Nach 18 Ligaspielen für Iwate beendete er am 1. Februar 2022 seine Karriere als Fußballspieler.

## Erfolge
Iwate Grulla Morioka
- J3 League: 2021 (Vizemeister)  ▲